# 江原淳史
江原 淳史（えはら あつし、1974年4月14日 - ）は、日本の元俳優、サッカー指導者。東京都出身。所属事務所はエー・ビームス、センターフィールド、フラッグスファイブ。

## 経歴
東京都出身で当初は野球に打ち込んでいたが、埼玉県浦和市（現・さいたま市）に引っ越した後にサッカーを始めた。浦和市立東浦和中学校では3年連続で県民体育大会優勝を経験し、県選抜チームの主将を務めた。高校は強豪の武南高等学校に進学。1年時は登録メンバーに名を連ねるに留まったものの、2年時の全国高校サッカー選手権では3得点をあげてベスト8進出に貢献。3年時には主将を務めると、冬の高校選手権では2回戦の神戸弘陵高校戦でのハットトリックを含む8得点をあげてベスト4進出に貢献し得点王となった。大会後、チームメイトの室井市衛や坂口健司とともに優秀選手に選ばれ、日本高校選抜の海外遠征に参加した。当時のチームメイトには同学年に室井や坂口のほかに浅利悟、1学年上に上野良治、2学年上に伊藤彰、1学年下に斉藤雅人、2学年下に金沢浄らがいた。
高校卒業後は中央大学に進学しサッカー部に入部。1年時から出場機会を得ていたが、高校3年時に埼玉県選抜として国体に出場した際、頸椎を損傷していたため次第に日常生活に支障をきたすようになった。結果的に大学2年春の筑波大学戦を最後にサッカー選手としての道を断念し、大学も3年で中退した。
大学中退後、親戚が芸能プロダクションを立ち上げたことを契機に芸能界入りし、「トヨタ・カローラ」「キャベ2」をはじめ複数のCMに出演。1997年2月から1998年2月までに放送された、『電磁戦隊メガレンジャー』にメガブラック / 遠藤耕一郎役で出演。耕一郎がサッカーを得意とする設定は、その経歴にちなむものだった。
2003年に芸能界を引退。『週刊サッカーマガジン』2007年1月2日号によれば、引退後は母の経営するサパークラブを手伝った後、2006年1月から知人の経営するスロット店の責任者を務めていた。また、時期は定かではないが、株式会社埼玉園芸市場のサッカー部で選手としてプレーし、サッカー少年団のコーチを務めていた。2019年に川口市の不動産会社、株式会社クレオンに勤めながらアヴェントゥーラ川口のジュニアユースでサッカーの指導をしている。

## 出演

### テレビドラマ
- 八月のラブソング（1996年、読売テレビ）[1]
- 電磁戦隊メガレンジャー（1997年、テレビ朝日） - 遠藤耕一郎 / メガブラック 役[1]
- 連続テレビ小説 私の青空（2000年5月25日、NHK）[1]

### オリジナルビデオ
- 電磁戦隊メガレンジャー スーパービデオ きみもなれるぞ!メガヒーロー（1997年） - 遠藤耕一郎 / メガブラック 役
- 電磁戦隊メガレンジャーVSカーレンジャー（1998年） - 遠藤耕一郎 / メガブラック 役
- 星獣戦隊ギンガマンVSメガレンジャー（1999年） - 遠藤耕一郎 / メガブラック 役

### 舞台
- フェードル（1996年） - イボット役[1]
- 二階の妹（1999年）[1]

### テレビアニメ
- 戦隊レッド 異世界で冒険者になる（2025年、男子生徒）

### CM
- トヨタ自動車 「カローラII」（1996年1月 - 6月）[1]
- フジテレビ ミュージックキャンペーン（1996年2月）[1]
- 興和「液キャベ2」「液キャベ」（1996年11月 - 1997年11月）[1]
- 東京三菱銀行（1997年4月-6月）[1]
- コカ・コーラ「サッカーW杯篇」（1998年6月 - 8月）[1]
- デオデオ[1]
- 韓国観光公社（2000年3月 - 2002年3月）[1]